# حس الألم

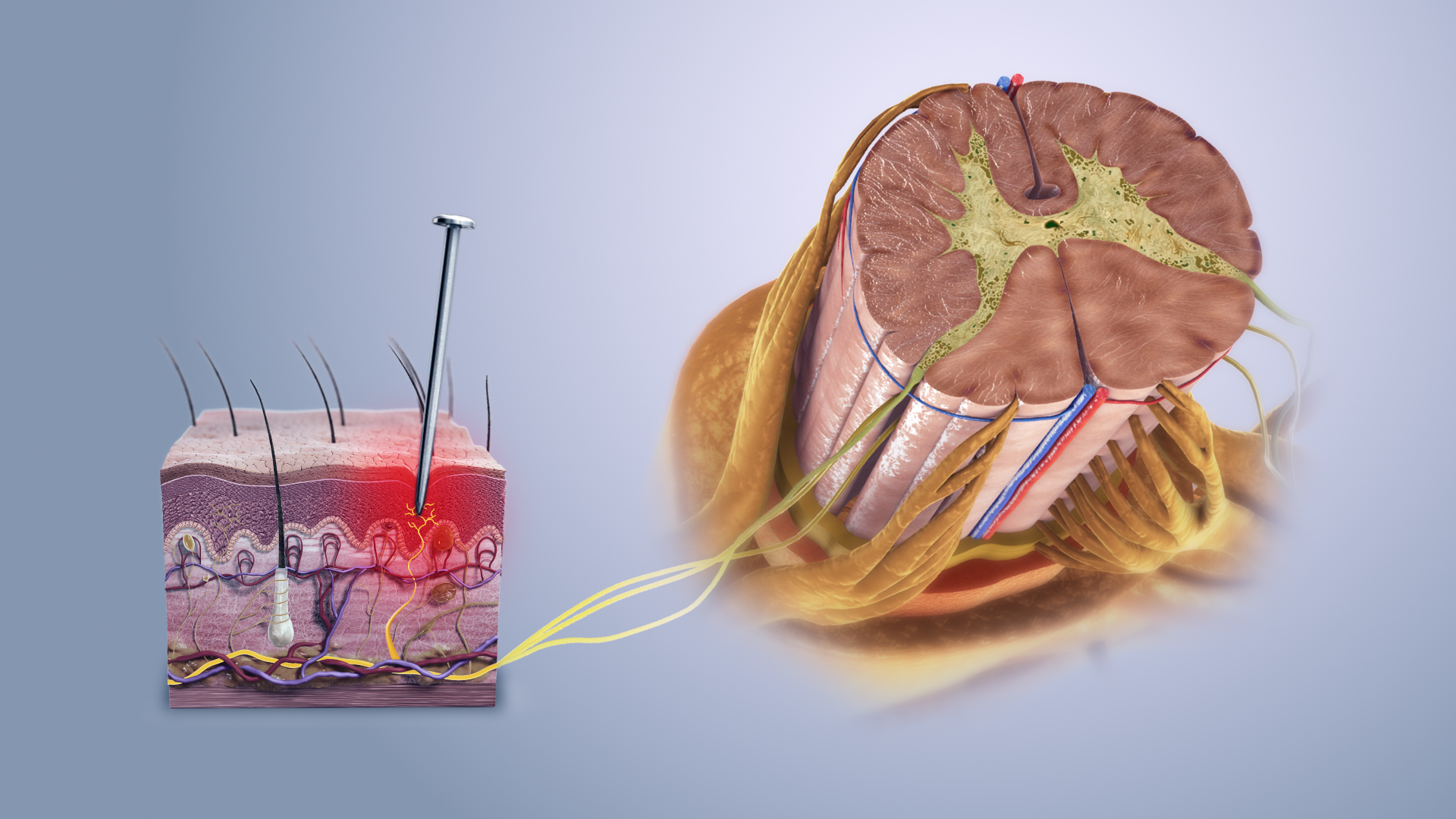
آلية الإحساس بالألم من خلال العصبون الوارد.

إدراك الألم أو حِس الألم (بالإنجليزية: Nociception)‏ هو استجابة الجهاز الحسي الجسدي لبعض المنبهات المؤذية أو التي قد تكون مؤذية. في حس الألم، يؤدي التنبيه الشديد سواء كان كيميائياً (على سبيل المثال: مسحوق الفلفل الحار في العينين) أو ميكانيكياً (على سبيل المثال: الجروح والسحق) أو حرارياً (الحرارة والبرودة) للخلايا العصبية الحسية المدعوة بمستقبلات الأذية إلى إنتاج إشارة تسير على طول سلسلة الألياف العصبية عبر الحبل الشوكي إلى الدماغ. يثير حس الألم مجموعة متنوعة من الاستجابات الوظيفية والسلوكية، وعادة يتسبب بتجربة ذاتية للألم في الكائنات ذات الحس.

## الكشف عن المؤثرات المؤذية
تُكشَف المنبهات الميكانيكية والحرارية والكيميائية التي يحتمل أن تسبب أذية عن طريق النهايات العصبية التي تدعى بمستقبلات الأذية، والتي توجد في الجلد وعلى الأسطح الباطنة مثل السمحاق وأسطح المفاصل وفي بعض الأعضاء الداخلية. يختلف توزع مستقبلات الأذية في أنحاء الجسم. وتتواجد بعدد أكبر في الجلد بالمقارنة مع الأسطح الداخلية العميقة. تكون بعض مستقبلات الأذية عبارة عن نهايات عصبية حرة غير متخصصة تتوضع أجسامها الخلوية خارج العمود الفقري في العقد العصبية الجذرية الظهرية. تُصنف مستقبلات الأذية تبعاً للمحاور التي تسير من المستقبلات إلى النخاع الشوكي أو الدماغ.
تملك مستقبلات الأذية عتبة معينة، أي أنها تتطلب حداً أدنى من شدة التنبيه قبل أن تطلق إشارة. بمجرد بلوغ هذه العتبة، تُرسل إشارة على طول محوار العصب إلى الحبل الشوكي.
يطبِّق اختبار عتبة مستقبلات الأذية بتروٍ وعن عمد منبهاً مؤذياً على جسم إنساني أو حيواني من أجل دراسة الألم. تستخدم هذه التقنية في الحيوانات غالباً لدراسة فعالية الأدوية المسكنة ووضع مستويات للجرعات وفترة التأثير. بعد وضع القيمة القاعدية يُعطى الدواء قيد الاختبار ويُسجل الارتفاع في العتبة في نقاط زمنية معينة. عندما يزول تأثير الدواء يجب أن تعود العتبة إلى القيمة القاعدية (القيمة قبل بدء العلاج).
في بعض الظروف، تزداد استثارة ألياف الألم مع استمرار المنبه الألمي، مما يؤدي إلى حالة تدعى فرط التألم.

### العوامل
تفترض نظرية بوابة التحكم في الألم، التي اقترحها باتريك ديفيد وول ورونالد ميلزاك، أن الألم «مبوَّب» من خلال منبهات غير ألمية مثل الاهتزاز. وبالتالي يبدو أن تدليك الركبة المصابة يخفف الألم بمنع انتقاله إلى الدماغ. الألم «مبوِّب» أيضاً من خلال إشارات تصدر من الدماغ إلى الحبل الشوكي لتثبيط (وفي حالات أخرى تعزيز) معلومات حس الألم الوارد (الألم).
يمكن أن يسبب حس الألم أيضاُ استجابة ذاتية جهازية قبل أو دون أن يصل للوعي ليسبب الشحوب والتعرق وتسرع القلب وارتفاع ضغط الدم والشعور بالدوار والغثيان والإغماء.

## نظرة عامة على النظام
تناقش هذه النظرة العامة استقبال الحس العميق والحس الحراري والحس الكيميائي وحس الألم لأنها جميعها تتصل بشكل تكاملي.

### ميكانيكياً
يُحدد استقبال الحس العميق باستخدام المستقبلات الميكانيكية القياسية (وخاصة جسيمات روفيني «التمطط» وقنوات الاستقبال الناقلة للكمون). يُغطى الحس العميق بشكل كامل ضمن الجهاز الحسي الجسمي، إذ إن كليهما يعالج في الدماغ .
يشير الحس الحراري إلى منبهات درجات الحرارة المعتدلة 24-28 درجة مئوية (75-82 درجة فهرنهايت)، وكل ما هو خارج هذا المجال يُعتبر ألماً ويخفف بواسطة مستقبلات الألم. تستجيب كل من قنوات الاستقبال الناقلة للكمون وقنوات البوتاسيوم [تي آر پي إم (1-8)، تي آر پي ڤي (1-6)، تي آر أ أ ك، تي آر إي ك] لدرجات حرارة مختلفة (ضمن المنبهات الأخرى) مما يخلق كمونات عمل في الأعصاب التي تشكل الجهاز الميكانيكي (اللمس) في السبيل الخلفي الجانبي. يُغطى حس الحرارة بشكل مشابه للحس العميق بواسطة الجهاز الحسي الجسمي.
تنقل قنوات الاستقبال الناقلة للكمون التي تكتشف المنبهات المؤذية (الألم الميكانيكي والحراري والكيميائي) تلك المعلومات إلى مستقبلات حس الألم التي تولد كمون عمل. ترتكس قنوات الاستقبال الناقلة للكمون الميكانيكية لانخساف خلاياها (مثل اللمس). يتغير شكل قنوات الاستقبال الناقلة للكمون الحرارية في درجات الحرارة المختلفة. وتعمل قنوات الاستقبال الناقلة للكمون الكيميائية بشكل مشابه لبراعم الذوق فترسل إشارات إذا ما ارتبطت مستقبلاتها بعناصر كيميائية معينة.

### عصبياً
- تشكل الصفيحة 3-5 النواة المخصوصة في المادة الرمادية للنخاع الشوكي.
- تُشكل الصفيحة 2 المادة الهلامية الرولاندية، وهي مادة رمادية نخاعية غير مغطاة بالنخاعين. تتلقى هذه المادة مدخول من النواة المخصوصة وتنقل الألم الشديد ضعيف التوضع.
- تتبارز الصفيحة 1 أولياً إلى المنطقة شبه العضدية والسنجابية المحيطة بالمسال، والتي تبدأ في كبت الألم عن طريق التثبيط العصبي والهرموني. وتتلقى الصفيحة 1 مدخول من المستقبلات الحرارية عبر السبيل الخلفي الجانبي. النواة الهامشية في الحبل الشوكي هي الوحيدة التي لا يمكن كبت إشاراتها الألمية.
- تكوّن المنطقة شبه العضدية معلومات الذوق والألم ثم تنقلها، وتتأكد من استقبال الألم في درجات الحرارة الطبيعية ومن عمل حس التذوق فإذا ما كان كلاهما طبيعيين فإن سبب الألم يعود إلى التسمم.
- تتشابك الألياف الحسية السريعة من النمط الأول (آ أو) على الصفيحة 1 و5 بينما تتشابك الألياف الحسية من النمط الثاني (آ بي) على الصفائح 1 و3 و5 في حين تتشابك الألياف الحسية البطيئة من النمط (سي) بشكل حصري على الصفيحة 2.[10][11]
- يُنشِئ ويُشفِّر كل من اللوزة الدماغية والحصين الذاكرة والعاطفة بسبب المنبهات الألمية.
- يرسل تحت المهاد إشارات لإطلاق الهرمونات التي تزيد فعالية كبت الألم وتندرج ضمنها الهرمونات الجنسية.[12]
- ترسلِ المادة السنجابية المحيطية (بمساعدة هرمون تحت المهاد) إشارات هرمونية إلى نوى الرفاء في التشكلات الشبكية لإنتاج السيروتونين الذي يثبط نوى ألم الصفيحة.
- يساعد السبيل الشوكي المهادي الوحشي في تموضع الألم.
- السبل النخاعي الشبكي والسبيل النخاعي السقفي مجرد مسالك توصيل إلى المهاد تساعد في إدراك الألم واليقظة. تتصالب الألياف ضمن القرن الأمامي النخاعي الأبيض.
- يُعد الفتيل الوحشي النقطة الأولى في تكامل معلومات الصوت والألم.[13]
- تساعد الأكيمة السفلية في توجيه الصوت إلى منبهات الألم.[14]
- تتلقى الأكيمة العلوية مدخول من الأكيمة السفلية ويدمج معلومات التوجيه البصري، ويستخدم الخريطة الطبوغرافية للتوازن لتوجيه الجسم إلى منبهات الألم.[15]
- تدمج السويقة المخيخية السفلية معلومات الحس العميق والمدخول إلى المخيخ الدهليزي. ولا تشكل السويقة المخيخية جزءاً من السبيل الشوكي المهادي الوحشي، يتلقى اللب المعلومات ويمررها عبر السويقة من أماكن أخرى.
- المهاد هو المكان الذي يُدرَك فيه الألم؛ ويساعد أيضاً في كبت الألم وتعديله، إذ يعمل كحارس بوابة، ويسمح بمرور بعض الشدات عبره إلى الدماغ في حين يمنع عبور بعضها الآخر.
- تترجم القشرة الحسية الجسمية معلومات المستقبلات الألمية لتحديد الموقع الدقيق للألم بالإضافة إلى أنه موقع إدراك الحس العميق، في حين أن الحس العميق غير المدرك يكون في السويقة المخيخية السفلية.
- يحدد فص الجزيرة شدة الألم ويؤمن القدرة على تخيل الألم.[16][17]
- يُفترَض أن التلفيف الحزامي هو مركز الذاكرة للألم.[18]

## في الحيوانات غير الثديية
وُثِّق حس الألم في الحيوانات غير الثديية، بما في ذلك الأسماك ومجال واسع من اللافقاريات كالعلق وديدان الممسودة والبزاقات البحرية وذباب الفاكهة. كما هو الحال في الثدييات، تتميز الخلايا العصبية الخاصة بحس الألم بشكل عام بالارتكاس التفضيلي لدرجات الحرارة المرتفعة (40 درجة مئوية أو أكثر) ودرجات الحموضة المنخفضة والكابسيسين وأذية النسج.

## تاريخ المصطلح
صيغ مصطلح «حس الألم» من قبل تشارلز سكوت شيرينغتون لتمييز العملية الوظيفية (النشاط العصبي) عن الألم (تجربة ذاتية). وهو مشتق من الفعل اللاتيني الذي يعني «الإيذاء».